# Drømmen om det røde værelse
Drømmen om det røde værelse (kinesisk: 红楼梦; pinyin: Hóng Lóu Mèng, Wade-Giles: Hung Lou Meng) (også oversat til En drøm om røde bygninger) er en klassisk kinesisk roman fra Qing-dynastiet. Den kaldes også Stenens historie (石头记, Shítóu Jì). Den skal være delvis selvbiografisk og skildrer forfatteren Cao Xueqins egen slægts opstigen og fald. Romanen består af 120 kapitler. Det menes, at kun de 80 første blev forfattet af Cao Xueqin, mens de sidste 40 blev skrevet af Gao E.
Romanen har et persongalleri på over 350 personer – nogle af disse særdeles grundigt beskrevet – og romanen giver et detaljeret indblik i en kinesisk aristokratisk families storhed og fald. Centralt står den verdensfjerne adelssøn Jia Boayu (賈寶玉 / 贾宝玉), som set udefra lever et sorgløst og dekadent liv, selv når han i virkeligheten er deprimeret, og som til syvende og sidst trækker sig tilbage fra denne verden og blir munk. Hovedhandlingen grupperer sig om protagonisten og hans to niecer Lin Daiyu (林黛玉 Blå juvel) og Xue Baochai (薛寶釵 / 薛宝钗).
Drømmen om det røde værelse regnes som en af de fire klassiske romaner.
Værket genspejler de fortrædeligheder, der ramte forfatteren Cao Xueqins egen familie. Som forfatteren anfører i første kapitel, skal værket være til ihukommelse af de kvinder han kendte i sin ungdom: Venner, slægtninge og tjenerinder. Romanen er bemærkelsesværdig ikke bare for sin store personkreds og brede psykologiske spændvidde, men også for sin præcise og detaljerede skildring af livet og de sociale strukturer, der var typiske for 1700-tallets kinesiske aristokrati.
Nogle sinologer antager, at Gao E har tilpasset dele af romanens slutning for at undslippe den kejserlige censurs indgriben, og at der derved er gået noget af den socialkritiske baggrund tabt. Af overleverede originalhåndskrifter fremgår, at allerede Cao Xueqin havde ønsket at anonymisere beskrivelserne af enkelte eksisterende personer.